# Жендзяни
Жендзяни (пол. Rzędziany) — село в Польщі, у гміні Тикоцин Білостоцького повіту Підляського воєводства.
Населення — 310 осіб (2011).
У 1975-1998 роках село належало до Білостоцького воєводства.

## Демографія
Демографічна структура станом на 31 березня 2011 року:
|          | Загалом | Допрацездатний вік | Працездатний вік | Постпрацездатний вік |
| -------- | ------- | ------------------ | ---------------- | -------------------- |
| Чоловіки | 145     | 26                 | 100              | 19                   |
| Жінки    | 165     | 36                 | 92               | 37                   |
| Разом    | 310     | 62                 | 192              | 56                   |